# Anna Kiełbasińska
Anna Katarzyna Kiełbasińska (ur. 26 czerwca 1990 w Warszawie) – polska lekkoatletka, sprinterka, wicemistrzyni olimpijska, wicemistrzyni świata oraz halowa mistrzyni Europy w sztafecie 4 × 400 metrów. Żołnierz rezerwy Wojska Polskiego. Brązowa medalistka mistrzostw Europy w 2022 i halowych mistrzostw Europy w 2023 w biegu na 400 m oraz wicemistrzyni Europy w sztafecie 4 × 100 metrów oraz 4 × 400 metrów i brązowa medalistka halowych mistrzostw Europy w sztafecie 4 × 400 metrów.

## Życiorys
Karierę rozpoczynała w Polonii Warszawa. Jednym z jej pierwszych sukcesów w dotychczasowej karierze było 7. miejsce w biegu na 200 metrów podczas Mistrzostw Świata Juniorów w Lekkoatletyce (Bydgoszcz 2008).
W 2009 zdobyła złoty medal podczas Halowych Mistrzostw Polski seniorów w biegu na 400 metrów. Życiowy sukces odniosła podczas mistrzostw Europy juniorów (Nowy Sad 2009) gdzie sięgnęła po brązowy medal w biegu na 200 m oraz po srebro w sztafecie 4 × 100 metrów. Złota medalistka halowych mistrzostw Polski w biegu na 200 metrów (2011). Po złapaniu na dopingu Ukrainki Darii Piżankowej Kiełbasińska zdobyła złoto (bieg na 200 metrów) i brąz (bieg na 100 metrów) młodzieżowych mistrzostw Europy (Ostrawa 2011). Halowa mistrzyni kraju w biegu na 200 metrów (2012). Startowała na igrzyskach olimpijskich w Londynie, na których odpadła w eliminacjach biegu na 200 metrów. Podczas halowych mistrzostw Polski w 2014 zdobyła złoto na 200 metrów oraz srebra w biegach na 60 metrów i 60 metrów przez płotki, a w 2015 roku została mistrzynią Polski w biegu na 200 metrów na otwartym stadionie.
Od początku 2016 reprezentuje Sopocki Klub Lekkoatletyczny. W 2016 wyznała, że zmaga się z chorobą autoimmunologiczną. W tym samym roku wystartowała na mistrzostwach Europy rozgrywanych na Olympisch Stadion w Amsterdamie, jednakże odpadła w półfinale. W 2017 zdobyła złoty (na 200 m) oraz brązowy (na 60 m) medal halowych mistrzostw Polski. W 2021 roku zdobyła srebrny medal olimpijski, po tym jak wystąpiła w biegu eliminacyjnym. W 2022 roku zdobyła brązowy medal mistrzostw Europy w biegu na 400 m, z czasem 50,29., a w 2023 brązowe medale halowych mistrzostw Europy w biegu na 400 metrów i sztafecie 4 × 400 metrów. 
W czerwcu 2024 roku, po 20 latach wyczynowego uprawiania sportu i w związku z wieloletnią kontuzją, w wyniku której nie była w stanie uzyskać kwalifikacji na igrzyska olimpijskie w Paryżu, poinformowała o zakończeniu kariery sportowej. Z dniem 31 stycznia 2025 roku, wspólnie z Małgorzatą Hołub-Kowalik i Joanną Linkiewicz, zakończyła zawodową służbę wojskową w Centralnym Wojskowym Zespole Sportowym. Wszystkie trzy zawodniczki  - w stopniu  st.szer.spec. - zostały przeniesione do rezerwy kadrowej WP.

## Rekordy życiowe
- bieg na 100 metrów – 11,22 (5 czerwca 2022, Chorzów) 9. wynik w polskich tabelach historycznych
- bieg na 200 metrów – 22,76 (14 sierpnia 2021, La Chaux-de-Fonds i 3 lipca 2022, La Chaux-de-Fonds)
- bieg na 400 metrów – 50,28 (18 czerwca 2022, Paryż) 3. wynik w historii polskiej lekkoatletyki
- bieg na 100 metrów przez płotki – 13,50 (22 lipca 2014, Sosnowiec) / 13,30w (9 sierpnia 2015, Szczecin)
- bieg na 50 metrów (hala) – 6,39 (19 lutego 2011, Spała)[12]
- Bieg na 60 metrów (hala) – 7,21 (30 stycznia 2021, Toruń) 6. wynik w polskich tabelach historycznych
- bieg na 200 metrów (hala) – 23,02 (29 stycznia 2023, Toruń) 3. wynik w polskich tabelach historycznych
- Bieg na 400 metrów (hala) – 51,10 (3 lutego 2022, Ostrawa) do 6 marca 2022 rekord Polski, 3. wynik w historii polskiej lekkoatletyki
- Bieg na 60 metrów przez płotki (hala) – 8,22 (3 lutego 2015, Toruń)

## Odznaczenia
- Medal 100-lecia Odzyskania Niepodległości (2019)[13]
- Krzyż Kawalerski Orderu Odrodzenia Polski (2021)[14]
- Women’s Leadership Award wręczona przez European Athletics (2023)[15]